# Смижани
Смижани (слч. Smižany) насељено је мјесто са административним статусом сеоске општине (слч. obec) у округу Спишка Нова Вес, у Кошичком крају, Словачка Република.

## Становништво
| Година:    | 1994. | 2004.    | 2014.   | 2024.   |
| ---------- | ----- | -------- | ------- | ------- |
| Број људи: | 6592  | 8269     | 8623    | 8825    |
| Разлика:   |       | +25,43 % | +4,28 % | +2,34 % |

| Година:    | 2023. | 2024.   |
| ---------- | ----- | ------- |
| Број људи: | 8828  | 8825    |
| Разлика:   |       | -0,03 % |

Према подацима о броју становника из 2011. године насеље је имало 8.676 становника.